# تورره د روری
تورره د روری (به ایتالیایی: Torre de' Roveri) یک کومونه در ایتالیا است که در استان برگامو واقع شده‌است. تورره د روری ۲٫۷ کیلومتر مربع مساحت و ۲٬۱۳۴ نفر جمعیت دارد و ۲۷۱ متر بالاتر از سطح دریا واقع شده‌است.